# Lepidura rubicunda
Lepidura rubicunda är en stekelart som beskrevs av Dasch 1974. Lepidura rubicunda ingår i släktet Lepidura och familjen brokparasitsteklar. Inga underarter finns listade i Catalogue of Life.